# آزادی مشروط (فیلم)
آزادی مشروط فیلمی با ژانر اجتماعی به کارگردانی و نویسندگی حسین مهکام محصول سال ۱۳۹۲ است.
این فیلم در تاریخ ۲۸ بهمن ۱۳۹۴ در سینماهای ایران اکران شد.

## خلاصه داستان
فیلم چند داستان مختلف را دنبال می‌کند. اول، داستان پسرکی مجرم که می‌بایست اصلاح شود اما به حدی غیر قابل کنترل است که همه را درگیر کرده، و دومی داستان علاقه مادرِ پسر به وکیل که…

## بازیگران
| بازیگر          | نقش               |
| --------------- | ----------------- |
| رامبد جوان      | خسرو              |
| هنگامه قاضیانی  | مژده              |
| شاهرخ فروتنیان  | بخشدار            |
| علیرضا آقاخانی  | مجید مسعود (وکیل) |
| علیرضا مظفری    | سعید              |
| محمد علی کیانی  | یعقوب             |
| حسین پاکدل      | بازپرس آگاهی      |
| محمد کارت       | آصف               |
| بهاران بنی‌احمدی | منشی وکیل         |